# Tage Klint
Tage Klint (født 22. august 1884 i København, død 1. september 1953) var en dansk fabrikant og designer, bror til Kaare Klint og far til Le Klint.
Han var søn af arkitekt P.V. Jensen Klint og hustru Mathilde f. Pedersdatter, blev uddannet landinspektør 1905 og havde praksis i Herning 1906-16. Den foretagsomme Klint blev imidlertid inviteret til Odense af Thomas B. Thrige og blev forretningsfører for automobilfabriken Thrige 1916. 1918 blev Klint direktør for De forenede Automobilfabriker A/S Odense-København, hvilket han var til 1933. Han var dernæst salgsdirektør for A/S Munke Mølle 1933-42, direktør for A/S Lactosan, Odense og grundlæger og indehaver af firmaet Le Klint A/S, Odense. Le Klint var blevet grundlagt 1943 og opkaldt efter hans datter. Tage Klint designede den første lampe i 1942.
Tage Klint var desuden formand i bestyrelsen for A/S Bolbrogaarden, Odense, medlem af bestyrelsen for A/S Munke Mølle, ejendomsaktieselskaberne Sct. Anne og Folkebo, A/S Odense Omnibusselskab, A/S Hagen & Sivertsen og A/S Lactosan, Odense. Han var vicekonsul for Estland 1926-36 og formand for Landsforeningen Dansk Motorkøretøjsindustri til 1927.
Han blev gift 31. oktober 1907 med Elisabeth Søe (27. august 1886 på Lillelund ved Herning – ?), datter af proprietær Jens Søe (død 1908) og hustru Elise f. Blunch.